# دیوید پادیا
دیوید پادیا (به اسپانیایی: David Padilla Arancibia)، (زاده ۱۳ اوت ۱۹۲۷ – درگذشته ۲۵ سپتامبر ۲۰۱۶) یک سیاست‌مدار و نظامی اهل بولیوی بود. وی از سال ۱۹۷۸ تا ۱۹۷۹ رئیس‌جمهور بولیوی بود.
دیوید پادیا در ۲۵ سپتامبر ۲۰۱۶، در سن ۸۹ سالگی در لاپاز درگذشت.